# Elecciones generales de las Islas Feroe de 1962
Elecciones generales tuvieron lugar en las Islas Feroe el 8 de noviembre de 1962. El Partido de la Igualdad se mantuvo como el partido mayoritario en el Løgting, obteniendo 8 de los 29 escaños.

## Resultados
| Partido                   | Votos  | %    | Escaños | +/– |
| ------------------------- | ------ | ---- | ------- | --- |
| Partido de la Igualdad    | 4 161  | 27,5 | 8       | 0   |
| República                 | 3 281  | 21,6 | 6       | –1  |
| Partido Unionista         | 3 082  | 20,3 | 6       | –1  |
| Partido Popular           | 3 068  | 20,2 | 6       | +1  |
| Partido del Autogobierno  | 892    | 5,9  | 2       | 0   |
| Partido del Progreso      | 674    | 4,4  | 1       | 0   |
| Total                     | 15 158 | 100  | 29      | -1  |
| Fuente: Election Passport |        |      |         |     |